# Tricyphona omeiana
Tricyphona omeiana är en tvåvingeart som först beskrevs av Alexander 1938.  Tricyphona omeiana ingår i släktet Tricyphona och familjen hårögonharkrankar. Inga underarter finns listade i Catalogue of Life.